# Bawinkel
Bawinkel település Németországban, azon belül Alsó-Szászország tartományban. Lakosainak száma 2723 fő (2023. december 31.). Bawinkel Lingen, Geeste és Langen községekkel határos.

## Népesség
A település népességének változása:
| Lakosok száma | 2407 | 2381 | 2399 | 2464 | 2593 | 2709 | 2723 |
|               | 2015 | 2016 | 2017 | 2019 | 2021 | 2022 | 2023 |